# Court Nunatak
Court Nunatak är en nunatak i Antarktis. Den ligger i Västantarktis. Argentina, Chile och Storbritannien gör anspråk på området. Toppen på Court Nunatak är 750 meter över havet, eller 1 meter över den omgivande terrängen. Bredden vid basen är 0,05 km.
Terrängen runt Court Nunatak är huvudsakligen kuperad, men åt sydväst är den bergig. Trakten är obefolkad. Det finns inga samhällen i närheten.